# Чусовской район
Чусовской район (иногда Чусовский район) — бывшая административно-территориальная единица в Уральской (в 1923—1934 гг.) и Пермской областях (в 1959—1963 и 1964—2001 гг.) в составе РСФСР в СССР и в современной России. Административный центр — город Чусовой (в район не входил, за исключением периода 1923—1934 гг., когда райцентр был рабочим посёлком Чусовая).
С 2004 до 2019 гг. в границах современного Чусовского городского округа существовал Чусовской муниципальный район, включавший город Чусовой с прилегающими населёнными пунктами.

## Население
| 1926   | 1931    | 1959    | 1970    | 1979    | 1989    | 2016    |
| ------ | ------- | ------- | ------- | ------- | ------- | ------- |
| 43 361 | ↗62 752 | ↘48 826 | ↘44 687 | ↘35 224 | ↘30 564 | ↗68 650 |

Численность населения района по данным переписи населения 1926 года составляла 68 650 человек, в том числе русские — 92,2 %, татары — 4,9 %. Городское население — 28040 человек или 64,7 %.
По оценке на начало 1931 года перед разукрупнением район населяли 62 752 жителя, из них городское население составило 47 848 жителей (76,2 %).

## История
Чусовской район был образован 18 октября 1923 года в составе Пермского округа Уральской области РСФСР. В район вошли Чусовской-Заводская, Пашийская, Кусье-Александровская, Бисерская, Промысловская и Калино-Камасинская волости Пермского уезда Пермской губернии.
В 1930 году все округа в области и по всей стране были упразднены. Чусовской район стал входить непосредственно в состав Уральской области РСФСР. 
По состоянию на 1926 год Чусовской район имел площадь в 8300 км² и в него входили 269 населённых пунктов, в том числе 7 посёлков городского типа (рабочих посёлков и заводов) и 262 сельских населённых пункта, которые объединялись в 1 поселковый совет и 8 сельсоветов:
| №        | Наименование                    | Административный центр     | Количество населённых пунктов | в т.ч. городских населённых пунктов | Население по переписи 1926 года (чел.) | в т.ч. городское население по переписи 1926 года (чел.) | Городские населённые пункты                  |
| -------- | ------------------------------- | -------------------------- | ----------------------------- | ----------------------------------- | -------------------------------------- | ------------------------------------------------------- | -------------------------------------------- |
| 1        | Чусовской поселковый совет      | р.п. Чусовая               | 57                            | 1                                   | 19455                                  | 17962                                                   | р.п. Чусовая (17926)                         |
| 2        | Бисерский сельсовет             | р.п. Бисер                 | 27                            | 2                                   | 2992                                   | 2510                                                    | р.п. Бисер (1479), ж/д ст. Бисер (1031)      |
| 3        | Калинский сельсовет             | село Калино                | 28                            | 0                                   | 2621                                   | 0                                                       |                                              |
| 4        | Камасинский сельсовет           | село Камасино              | 20                            | 0                                   | 1829                                   | 0                                                       |                                              |
| 5        | Копалинский сельсовет           | село Копально              | 22                            | 0                                   | 3105                                   | 0                                                       |                                              |
| 6        | Кусье-Александровский сельсовет | зав. Кусье-Александровский | 25                            | 1                                   | 2664                                   | 1874                                                    | зав. Кусье-Александровский (1874)            |
| 7        | Пашийский сельсовет             | зав. Архангело-Пашийский   | 45                            | 1                                   | 5546                                   | 3505                                                    | зав. Архангело-Пашийский (3505)              |
| 8        | Саламатовский сельсовет         | д. Гора Саламатова         | 9                             | 0                                   | 1778                                   | 0                                                       |                                              |
| 9        | Теплогорский сельсовет          | р.п. Тёплая Гора           | 36                            | 2                                   | 3371                                   | 2225                                                    | р.п. Тёплая Гора (1468), пос. Промысла (757) |
| 9.000001 | итого                           |                            | 269                           | 7                                   | 43361                                  | 28040                                                   |                                              |

По состоянию на 1 января 1931 года в Чусовской район на площади 8300 км² входили 258 населённых пунктов, в том числе 4 рабочих посёлка — Бисер (1590 жителей), Пашия (4511 жителей), Тёплая Гора (2298 жителей) и Чусовая (32040 жителей) — и 254 сельских населённых пункта, объединённых в 4 поссовета и 4 сельсовета.
В 1933 году районный центр рабочий посёлок Чусовая был преобразован в город Чусовой.
В 1934 году район был упразднён, а его территория стала частью Свердловской области, а 3 октября 1938 года — частью Пермской области. При этом Чусовой как город областного подчинения из состава района был выведен, образовывав самостоятельный Чусовской горсовет, которому по состоянию на конец 1959 года подчинялись 9 посёлков городского типа с рядом сельских населённых пунктов. 
4 ноября 1959 года Чусовской район был восстановлен, в его состав к концу этого года входили 3 посёлка городского типа (Верхне-Чусовские Городки, Калино, Лямино) и ряд сельских населённых пунктов. 
Помимо периода с 1934 до 1959 года, Чусовской район также временно не существовал в короткий промежуток времени с марта 1963 до марта 1964 года, когда его земли были разделены между Пермским сельским районом и территорией, подчинённой Чусовскому горсовету. Так, городу Чусовому временно были переподчинены 12 рабочих посёлков (Бисер, Калино, Комарихинский, Кусье-Александровский, Лямино, Медведка, Новая Пашия, Пашия, Промысла, Сараны, Скальный, Тёплая Гора) и Утёсовский сельсовет, а в укрупнённый Пермский сельский район вошли рабочий посёлок Верхнечусовские Городки, а также Верхнекалинский, Копалинский, Куликовский, Никифоровский, Сёльский, Шалашнинский сельсоветы и населённые пункты бывшего Комарихинского сельсовета упразднённого Чусовского района. 
3 марта 1964 года Чусовской район был вновь восстановлен. По состоянию на начало 1965 года к Чусовскому району относились 3 пгт: Верхне-Чусовские Городки, Калино и Лямино и ряд сельских населённых пунктов.
Указом Президиума ВС РСФСР от 4 ноября 1965 года из восточной части территории Чусовского горсовета (восточной части района периода 1923—1934 гг.) был выделен Горнозаводский район, центром которого стал город Горнозаводск, преобразованный тогда же из рабочего посёлка Новопашийский. Помимо него в Горнозаводский район были переданы рабочие посёлки Бисер, Кусье-Александровский, Пашия (Архангело-Пашийский), Тёплая Гора, Промысла и другие.
По состоянию на 1 января 1981 года Чусовской район площадью 3446,6 км² включал 82 населённых пункта, в том числе 5 рабочих посёлков (Верхнечусовские Городки, Калино, Комарихинский, Лямино, Скальный) и 77 сельских населённых пунктов. Они объединялись в 5 поссоветов и 7 сельсоветов: 
| №         | Наименование                         | Административный центр       | Количество населённых пунктов | в т.ч. городских населённых пунктов | Население на 1981 год (чел.) | в т.ч. городское население на 1981 год (чел.) |
| --------- | ------------------------------------ | ---------------------------- | ----------------------------- | ----------------------------------- | ---------------------------- | --------------------------------------------- |
| 1         | Верхнегородсковский поселковый совет | р.п. Верхнечусовские Городки | 1                             | 1                                   | 4100                         | 4100                                          |
| 2         | Калинский поселковый совет           | р.п. Калино                  | 8                             | 1                                   | 5016                         | 4340                                          |
| 3         | Комарихинский поселковый совет       | р.п. Комарихинский           | 7                             | 1                                   | 6109                         | 2600                                          |
| 4         | Ляминский поселковый совет           | р.п. Лямино                  | 3                             | 1                                   | 6026                         | 6000                                          |
| 5         | Скальнинский поселковый совет        | р.п. Скальный                | 5                             | 1                                   | 5802                         | 3190                                          |
| 6         | Верхнекалинский сельсовет            | с. Верхнее Калино            | 14                            | 0                                   | 2567                         | 0                                             |
| 7         | Денисовский сельсовет                | д. Лысманово                 | 3                             | 0                                   | 138                          | 0                                             |
| 8         | Копалинский сельсовет                | с. Копально                  | 7                             | 0                                   | 1034                         | 0                                             |
| 9         | Никифоровский сельсовет              | д. Никифорово                | 15                            | 0                                   | 1825                         | 0                                             |
| 10        | Сёльский сельсовет                   | с. Сёла                      | 7                             | 0                                   | 637                          | 0                                             |
| 11        | Успенский сельсовет                  | д. Успенка                   | 8                             | 0                                   | 735                          | 0                                             |
| 12        | Утёсовский сельсовет                 | пос. Утёс                    | 4                             | 0                                   | 860                          | 0                                             |
| 12.000001 | итого                                |                              | 82                            | 5                                   | 34500                        | 20230                                         |

В 2001 году Чусовской район был упразднён: все его населённые пункты были вновь подчинены напрямую городу областного (с 2005 года краевого) значения Чусовому.